# 7e régiment de chevau-légers lanciers
Das 7e régiment de chevau-légers lanciers, kurz auch nur: 7e régiment de chevau-légers oder 7e régiment de lanciers (dt.: 7. Leichtes Lanzenreiter-Regiment), war 1811 im Ersten Kaiserreich als Regiment leichter Kavallerie aufgestellt worden. Es wurde nach der ersten Restauration entlassen, die Mannschaft nach Hause geschickt.

## Vorgeschichte und Chronologie
Am 5. April 1807 wurde auf Befehl von Napoleon I. aus kleineren polnischen Truppenteilen in Italien eine „Légion polonaise“ (Polnische Legion) aufgestellt. Diese Einheit wurde zu Beginn des Jahres 1808 in „Légion polacco-italienne“ (Polnisch-italienische Legion) umbenannt. Ende März 1808 wurde sie als Légion de la Vistule (Weichsellegion) in die französische Armee übernommen.
Die Truppe bestand aus drei Infanterie- und einem Kavallerieregiment – dem Régiment lanciers de la Vistule, das allerdings erst am 4. Mai 1808 aufgestellt wurde. Es bestand aus einem Regimentsstab, vier Escadrons zu je zwei Kompanien und einer Depotkompanie. Erster Regimentskommandant wurde Colonel Stanislas Klicki, gefolgt von Colonel Rozniecki. Der Sold war gleich dem der Chasseurs à cheval, die in der vormaligen „Légion polacco-italienne“ getragene Uniform wurde beibehalten.
- 18. Juli 1811: Per kaiserlichem Dekret erfolgte mit diesem Datum die Aufstellung von neun Regimentern Chevau-légers. Für die ersten sechs wurden Dragonerregimenter umgewandelt, das 7. und das 8. entstanden aus den beiden Ulanenregimentern der Légion de la Vistule, und das 9. wurde aus dem 30e chasseurs à cheval (30. Regiment Jäger zu Pferde) gebildet. Somit wurde das Regiment bereits nach nur zwei Monaten wieder umbenannt.
- 1813: Nach der Völkerschlacht bei Leipzig wurden am 19. Januar 1814 die Überreste des hier vernichteten 8e régiment de lanciers eingegliedert.
- 12. Mai 1814: Mit der ersten Abdikation von Napoleon und der Rückkehr des Königs wurde die Einheit wie alle ausländischen Regimenter endgültig entlassen. Es erfolgte auch während der Herrschaft der Hundert Tage keine Wiederaufstellung mehr, da die polnische Mannschaft inzwischen in ihre Heimat zurückgekehrt war.

## Uniform
Zur Unterscheidung der einzelnen Regimenter wurden verschiedene Abzeichenfarben genutzt. Das 7. Regiment führte Zitronengelb als Abzeichenfarbe.

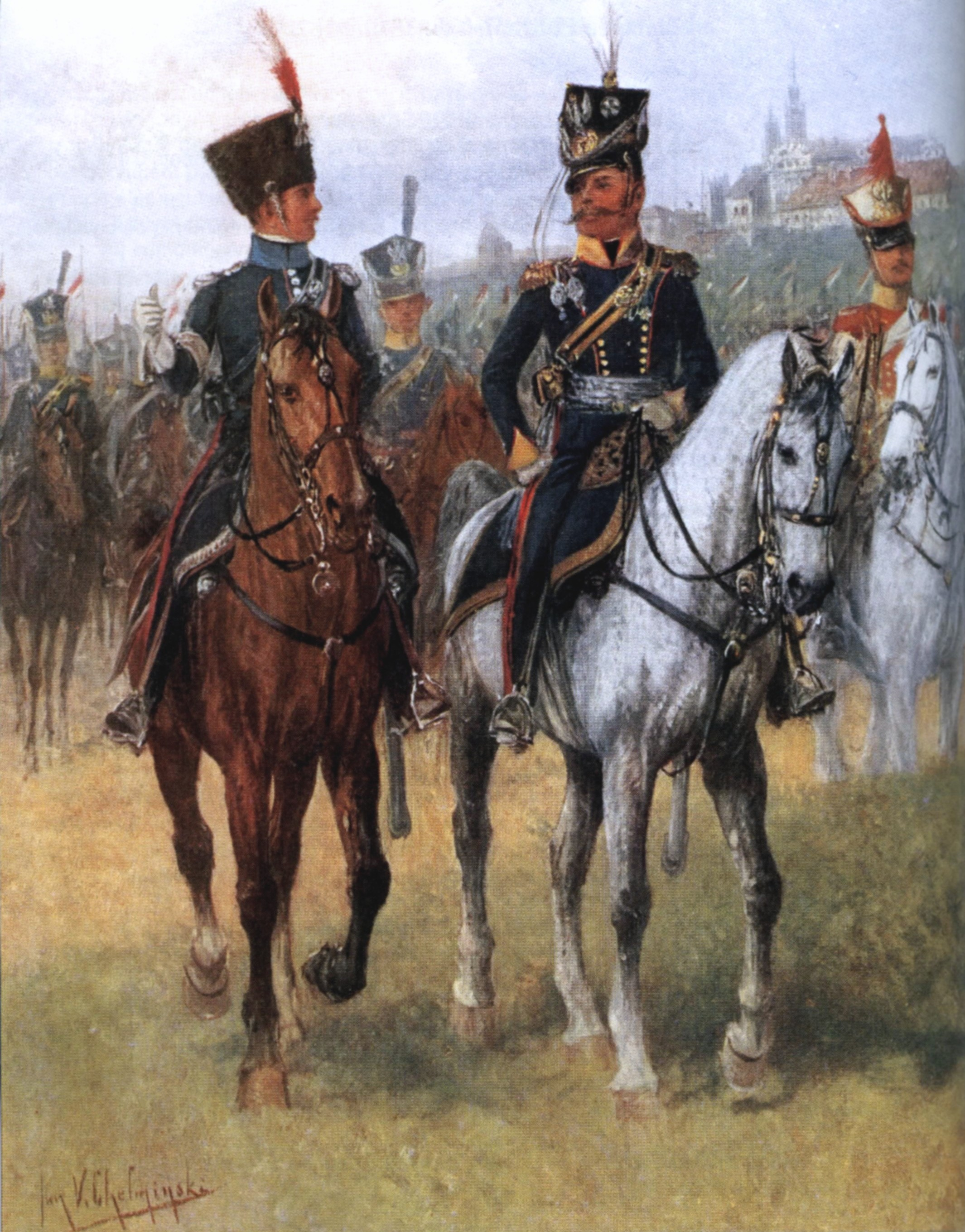
Offizier des Regiments (rechts)

Das Regiment trug statt dem Helm „à la Minerve“ eine in Frankreich so genannte Tschapka (in anderen Ländern als Rogatwka oder Konfederatka bezeichnet) als nationalpolnische Eigenheit, an deren Frontseite sich ein kupferner Schild mit einem geprägten „N“ mit Krone befand. Die Tschapka war komplett in Schwarz gehalten. Fangschnüre waren nicht mehr vorhanden. Zum Halt dienten goldfarbene Schuppenketten. Auf der linken Seite befand sich am oberen Rand als Abzeichen ein silbernes Malteserkreuz in einer ringförmigen Einfassung. Die Tschapka war an der Spitze mit einem roten Pompon ausgestattet und wurde auf dem Marsch mit einer schwarzen Wachstuchhülle bedeckt.
Die Kurtka war dunkelblau mit weißen Knöpfen, Taschenpatten „à la Soubise“ und gelber Rabatte. Der Stehkragen war ebenfalls gelb. Dazu wurden weiße Epauletten mit weißen Fransen getragen. Die Schulterschnüre (Aiguillettes) und die Epauletten waren weiß. Die Dienstgrade wurden durch silberne Winkel angezeigt. Der Rock war mit einem Plastron in der Abzeichenfarbe ausgestattet. Ebenso in dieser Farbe waren die Ärmelaufschläge nach polnischer Art, die Umrandung der Epauletten und der Taschenpatten gehalten. Die Schoßaufschläge zeigten ebenfalls die Waffenfarbe. Auf ihnen war ein grüner napoleonischer Adler aufgelegt. Die Elitekompanien trugen rote Epauletten.
Als Hose zum normalen Dienst und zur Parade wurde eine dunkelblaue Stiefelhose nach ungarischem Schnitt getragen, die über den Seitennähten mit goldfarbenen Lampassen verziert war. Zur Felduniform wurde eine seitlich zu knöpfende Überhose mit Lederbesatz angelegt, die über die Stiefel bis zum Fuß reichte. Die Knopflochreihe befand sich auf einer Lampasse in der Abzeichenfarbe.
Die Stiefel aus schwarzem Leder entsprachen in Form und Schnitt denen der Husaren. Sie waren mit einer Bordüre um den oberen Rand und einer Quaste verziert. (Beides fiel 1812 weg.) Der Leibgurt war mit einer Leibbinde überdeckt. Das Säbelgehänge bestand aus rotem Leder.
Über der linken Schulter wurde ein Bandelier aus weißem Leder mit einer weißen Kartusche getragen. Beides war an den Kanten rot eingefasst. Darüber lag ein ebenfalls weißer, rot eingefasster Ledergurt mit einem Haken, an dem der Karabiner eingehängt wurde. In der Kartusche konnten 18 Patronen aufbewahrt werden. Auf dem Deckel der Kartusche befand sich ein gekröntes „N“ aus Messing. Die Elitekompanie führte stattdessen eine Granate.
Über dem Sattel war ein weißes (bei Trompetern schwarzes) Schaffell gelegt, das an den Rändern zickzackförmig mit einer Bordüre in der Abzeichenfarbe gesäumt war. Der Mantelsack hinter dem Sattel war ringförmig mit einer weißen Borte verziert und mit der Regimentsnummer versehen. Die Satteldecke der Offiziere war mit einer silbernen Bordüre eingefasst und mit einem goldfarbenen Vorstoß gesäumt.

### Offiziere
Die Offiziersuniformen fielen durch reichhaltige Tressenverzierung auf. Bandelier, Leibgurt, Satteldecke und Mantelsack waren mit Goldlitzen verziert. Der Offizierswaffenrock erschien auch ohne Plastron. Offiziere führten auf der linken Seite der Tschapka einen weißen oder rot-weißen Stutz aus Reiherfedern.
Für den kleinen Dienst gab es die:
- Stadtuniform (tenue de ville) mit:

dem etatmäßigen Rock mit Plastron, weißer Kniebundhose, weißen oder schwarzen Strümpfen, schwarzen Schnallenschuhen und einem schwarzen Zweispitz.
- Gesellschaftsuniform (tenue de société) mit:

dem etatmäßigen Rock ohne Plastron, weißer Kniebundhose, weißen Strümpfen, schwarzen Schnallenschuhen und einem schwarzen Zweispitz.

### Trompeter
Die Trompeter trugen eine rote Kurtka. Die Tschapka war weiß, mit einer Stutz aus roten Reiherfedern verziert.

## Bewaffnung
Die Chevau-légers waren mit der 2,76 Meter langen und 1,96 Kilogramm schweren Lanze, dem Säbel der leichten Kavallerie, einem Karabiner und einer Pistole bewaffnet. (So mit einer sperrigen Last überladen, war es den Reitern ein Anliegen, Lanze oder Karabiner alsbald zu „verlieren“, um sich so mehr Bewegungsfreiheit zu schaffen.)

## Regimentskommandanten
- 1807 bis 1811: Colonel Jan Konopka
- 1811 bis 1812: Colonel Stanislas Klicki
- 1812 bis 1813: Colonel Ferdynand Stokowski
- 1813 bis 1814: Colonel Casimir Tanski
- 1814 bis 1814: Colonel Andrzej Tomasz Łubieński

## Einsatzgeschichte
Das Regiment kämpfte sowohl im Feldzug in Italien als auch in Deutschland. Danach wurde es nach Spanien verlegt. Hier wurde es im Spanischen Unabhängigkeitskrieg eingesetzt.
Als der Maréchal de Soult von Napoleon den Befehl erhielt, die Truppen für den Russlandfeldzug zusammenzuziehen, konnte es der Oberkommandierende der Andalusienarmee erreichen, dass das Regiment, das er für seine besten Reiter hielt, nicht mit einbezogen wurde.
Sie kämpften mit Auszeichnung in der Schlacht bei Los Yébenes und in der Schlacht bei Ciudad Real, in der sie sich ihren Spitznamen „Lanciers de l’enfer“ (Höllenulanen) verdienten. In der Schlacht bei La Albuera kämpften sie an der Spitze des 2e régiment de hussards, in einer einzigen Attacke konnte hier die britische Brigade von Colborne vernichtet und fünf Fahnen erbeutet werden.
Während des Feldzuges in Deutschland war das Regiment dem 6. und 14. Korps unterstellt und kämpfte im Gefecht bei Möckern, in der Schlacht bei Dresden und in der Schlacht bei Hanau.
Im 1814 folgenden Feldzug in Frankreich war es mit dem 1. Kavalleriekorps in der Schlacht bei Montereau und in der Schlacht bei Vauchamps eingesetzt.

## Standarten
Über eine Regimentsstandarte ist nichts bekannt, es existiert jedoch der Escadronswimpel (Guidon) der 1. Escadron, der sich im Musée de l’Armée in Paris befindet.

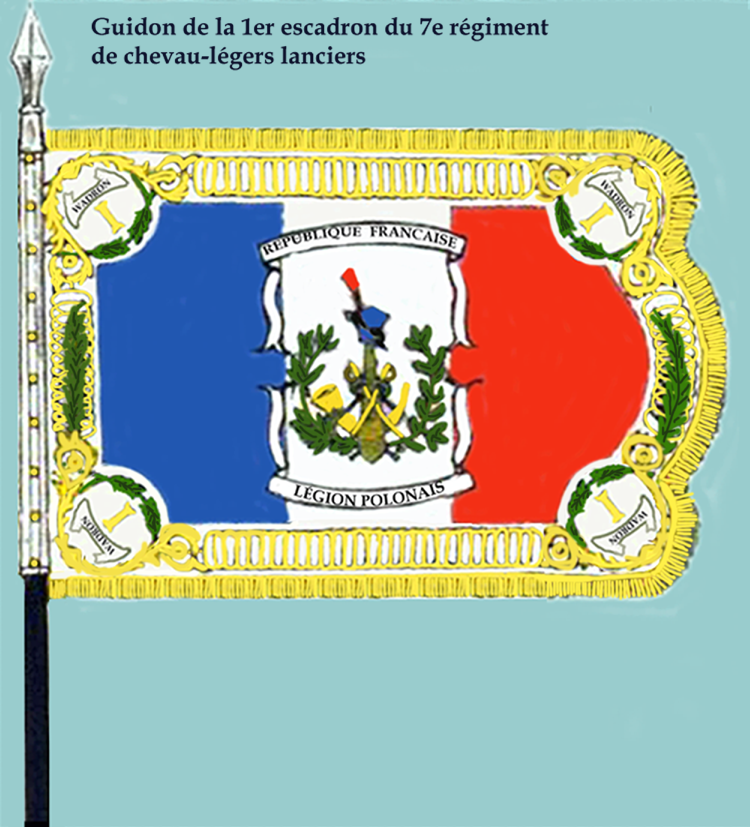
Guidon der 1. Escadron